# Enrico II di Świdnica
Enrico II di Świdnica (1312 circa – Grüssau, 1343) fu duca di Świdnica-Jawor.
Appartenente alla dinastia dei Piasti, era figlio di Bernardo II e di Cunegonda, figlia del re di Polonia Ladislao I. Divenne suocero dell'imperatore Carlo IV, avendo questi sposato sua figlia.

## Biografia
Dopo la morte del padre, avvenuta nel 1326, Enrico, ancora minorenne, fu posto sotto la tutela degli zii Enrico I di Świdnica e Bolko II di Münsterberg. Raggiunta la maggiore età, regnò sul ducato di Świdnica-Jawor insieme al fratello Bolko II di Świdnica.
Enrico morì presto e le sue proprietà passarono per successione al fratello Bolko II, che assunse anche la tutela della figlia di Enrico, Anna.

## Matrimonio e discendenza
Nel 1338 Enrico sposò Caterina, figlia del re d'Ungheria Carlo I, dalla quale ebbe solo una figlia:
- Anna, andata sposa all'imperatore Carlo IV

## Ascendenza
|                         |                       |                         | Genitori                |  |  | Nonni |  |  | Bisnonni              |  |  | Trisnonni        |  |
|                         |                       |                         |                         |  |  |       |  |  | Boleslao II di Slesia |  |  | Enrico II il Pio |  |
|                         |                       |                         |                         |  |  |       |  |  | Boleslao II di Slesia |  |  | Enrico II il Pio |  |
|                         |                       | Anna di Boemia          |                         |  |  |       |  |  | Boleslao II di Slesia |  |  |                  |  |
| Bolko I di Świdnica     |                       |                         |                         |  |  |       |  |  | Boleslao II di Slesia |  |  |                  |  |
|                         |                       | Edvige di Anhalt        | Enrico I di Anhalt      |  |  |       |  |  |                       |  |  |                  |  |
|                         |                       | Edvige di Anhalt        | Enrico I di Anhalt      |  |  |       |  |  |                       |  |  |                  |  |
|                         |                       | Edvige di Anhalt        | Ermengarda di Turingia  |  |  |       |  |  |                       |  |  |                  |  |
| Bernardo II di Świdnica |                       | Edvige di Anhalt        |                         |  |  |       |  |  |                       |  |  |                  |  |
|                         |                       | Ottone V di Brandeburgo | …                       |  |  |       |  |  |                       |  |  |                  |  |
|                         |                       | Ottone V di Brandeburgo | …                       |  |  |       |  |  |                       |  |  |                  |  |
|                         |                       | Ottone V di Brandeburgo | …                       |  |  |       |  |  |                       |  |  |                  |  |
| Beatrice di Brandeburgo |                       | Ottone V di Brandeburgo |                         |  |  |       |  |  |                       |  |  |                  |  |
|                         |                       | …                       | …                       |  |  |       |  |  |                       |  |  |                  |  |
|                         |                       | …                       | …                       |  |  |       |  |  |                       |  |  |                  |  |
|                         |                       | …                       | …                       |  |  |       |  |  |                       |  |  |                  |  |
| Enrico II di Świdnica   |                       | …                       |                         |  |  |       |  |  |                       |  |  |                  |  |
|                         | Casimiro I di Cuiavia | Corrado I di Masovia    |                         |  |  |       |  |  |                       |  |  |                  |  |
|                         | Casimiro I di Cuiavia | Corrado I di Masovia    |                         |  |  |       |  |  |                       |  |  |                  |  |
|                         | Casimiro I di Cuiavia | Agafia di Rus           |                         |  |  |       |  |  |                       |  |  |                  |  |
| Ladislao I di Polonia   | Casimiro I di Cuiavia |                         |                         |  |  |       |  |  |                       |  |  |                  |  |
|                         |                       | Eufrosina di Opole      | Casimiro I di Opole     |  |  |       |  |  |                       |  |  |                  |  |
|                         |                       | Eufrosina di Opole      | Casimiro I di Opole     |  |  |       |  |  |                       |  |  |                  |  |
|                         |                       | Eufrosina di Opole      | …                       |  |  |       |  |  |                       |  |  |                  |  |
| Cunegonda di Polonia    |                       | Eufrosina di Opole      |                         |  |  |       |  |  |                       |  |  |                  |  |
|                         |                       | Boleslao il Pio         | Ladislao Odonic         |  |  |       |  |  |                       |  |  |                  |  |
|                         |                       | Boleslao il Pio         | Ladislao Odonic         |  |  |       |  |  |                       |  |  |                  |  |
|                         |                       | Boleslao il Pio         | Jadwiga di Pomerania    |  |  |       |  |  |                       |  |  |                  |  |
| Edvige di Kalisz        |                       | Boleslao il Pio         |                         |  |  |       |  |  |                       |  |  |                  |  |
|                         |                       | Iolanda di Polonia      | Béla IV d'Ungheria      |  |  |       |  |  |                       |  |  |                  |  |
|                         |                       | Iolanda di Polonia      | Béla IV d'Ungheria      |  |  |       |  |  |                       |  |  |                  |  |
|                         |                       | Iolanda di Polonia      | Maria Lascaris di Nicea |  |  |       |  |  |                       |  |  |                  |  |
|                         |                       | Iolanda di Polonia      |                         |  |  |       |  |  |                       |  |  |                  |  |